# Зминання

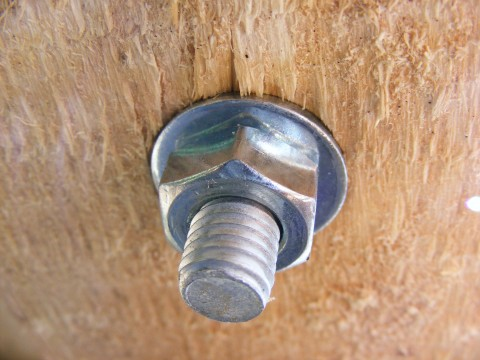
Шайба під гайкою зменшує напруження зминання деревини шляхом збільшення площі прикладання зусилля

Змина́ння — залишкова деформація матеріалу, що виникає під впливом стискальної сили, що діє на відносно невеликій площі (місцевий стиск). Може з'ялятися у з'єднаннях (болтових, заклепкових, шпонкових тощо), у місцях обпирання конструкцій і в зонах контакту стиснутих елементів. Величину напруження зминання в конструкціях звичайно обмежують розрахунковим напруження, що визначається характером дотичних поверхонь, властивостями використовуваного матеріалу та його орієнтацією щодо діючих навантажень (наприклад, у випадку деревини — уздовж або поперек волокон).

## Протидія
Для зменшення напруження зминання, а головне — залишкових деформацій — здійснюють різні конструктивні заходи, що забезпечують розподіл переданого стискального зусилля по більшій площі (наприклад, за допомогою шайб, підкладок, подушок). Один із найефективніших засобів зменшення зминання — використання в зонах контакту вкладишів, прокладок із матеріалів міцніших, аніж матеріал основної конструкції.